# ملادن بوبوفيتش
ملادن بوبوفيتش هو لاعب كرة قدم صربي في مركز الوسط، ولد في 29 أغسطس 1988 في Raška, Serbia ‏ في صربيا. لعب مع فيليز موستار ونادي أو إف كيه بيوغراد ونادي ياغودينا وهايدوك كولا.

## وصلات خارجية
- ملادن بوبوفيتش على موقع قاعدة بيانات كرة القدم.إي يو (الإنجليزية)
- ملادن بوبوفيتش على موقع Soccerway.com (الإنجليزية)
- ملادن بوبوفيتش على موقع عالم كرة القدم.نت (الإنجليزية)